# Gneo Servilio Cepione (console 203 a.C.)
Gneo Servilio Cepione (in latino Gnaeus Servilius Caepio; ... – 174 a.C.) è stato un politico romano legato al ramo patrizio della gens Servilia.

## Biografia
Fu pontifex nel 213 a.C., edile curule nel 206 a.C., pretore urbano nel 205 a.C. e infine ascese al consolato con il plebeo Gaio Servilio Gemino nel 203 a.C..
Dopo il suo consolato gli fu assegnata come provincia il Bruzio ma lui si trasferì in Sicilia e il Senato lo richiamò in Italia.
Nel 192 a.C. fu inviato in Grecia per rafforzare le alleanze con Roma, in vista della guerra contro Antioco III. Morì nel 174 a.C. di peste.